# ГЕС Hasan Uğurlu
ГЕС Hasan Uğurlu – гідроелектростанція на півночі Туреччини. Знаходячись між ГЕС Умутлу (20 МВт, вище по течії) та ГЕС Suat Uğurlu, входить до складу каскаду на річці Єшиль-Ирмак, яка впадає до Чорного моря біля міста Самсун.
В межах проекту річку перекрили кам’яно-накидною греблею висотою 179 метрів (від фундаменту, висота від дна річки – 135 метрів), довжиною 405 метрів та товщиною по гребеню 15 метрів, яка потребувала 9,6 млн м3 матеріалу. Вона утримує водосховище з площею поверхні 13,1 км2 та об’ємом 1018 млн м3 (корисний об’єм 636 млн м3), в якому припустиме коливання рівня у операційному режимі між позначками 150 та 190 метрів НРМ.
Облаштований у підземному варіанті пригреблевий машинний зал має розміри 119х21 метр при висоті 38 метрів. Ресурс до нього подається через два тунелі довжиною по 0,15 км з діаметром 4,8 метра, котрі переходять у напірні водоводи довжиною по 0,13 км. Основне обладнання станції становлять чотири турбіни типу Френсіс потужністю по 125 МВт, які при напорі у 111 метрів повинні забезпечувати виробництво 1217 млн кВт-год електроенергії на рік.
Відпрацьована вода транспортується назад в Єшиль-Ирмак по відвідному тунелю, котрий має вихід за 0,9 км від греблі.
Видача продукції відбувається по ЛЕП, розрахованій на роботу під напругою 380 кВ.
Можливо також відзначити, що безпосередньо перед водосховищем станції Hasan Uğurlu до Єшиль-Ирмаку впадає права притока Келькіт, через яку зокрема надходить ресурс, відібраний з верхів'я все того ж Єшиль-Ирмаку та деривований через ГЕС Kokluce.